# Leszek Pisz
Leszek Pisz (Dębica, 18 dicembre 1966) è un ex calciatore polacco, di ruolo centrocampista.

## Carriera

### Club
Ha giocato nella prima divisione polacca ed in quella greca.

### Nazionale
Tra il 1990 ed il 1996 ha giocato 14 partite in nazionale, segnandovi anche una rete.

## Palmarès

### Club

#### Competizioni nazionali
- Campionato polacco: 2

Legia Varsavia: 1993-1994, 1994-1995
- Coppa di Polonia: 2

Legia Varsavia: 1993-1994, 1994-1995
- Supercoppa di Polonia: 1

Legia Varsavia: 1994

### Individuale
- Calciatore polacco dell'anno: 1

1995